# アイルランドに平和を
「アイルランドに平和を」(Give Ireland Back to the Irish)は、1972年にポール・マッカートニーのウイングスが発表した楽曲、及び同曲を収録したシングル。ウイングス初のシングルとして、同年2月25日に発売された。

## 解説
この曲はマッカートニーには珍しいプロテストソングで、原題の意味は「アイルランドをアイルランド人に返せ」である。
北アイルランドは1922年のアイルランド自由国分離後もイギリス領として残され、カトリック系の住民と、スコットランドやイングランドからの移民の子孫を中心とするプロテスタント系の住民との間で対立が続いていた（詳細は北アイルランド問題を参照）。そんな中、1972年1月30日にロンドンデリーで、非武装の市民権デモ隊にイギリス軍が発砲して13人の死者を出す「血の日曜日事件」が発生した。
アイルランドにルーツを持つマッカートニーはこの事件に衝撃を受け、1日でこの曲を書き上げ、翌日にはレコーディングを行った。当初ウイングスとしての初シングルは「ラヴ・イズ・ストレンジ」（『ワイルド・ライフ』収録、ミッキー&シルヴィアのカヴァー）にする予定だったが、急遽差し替えた。同年にウイングスがイギリスで行ったツアーでも披露している。
かつてのビートルズの仲間であり、当時マッカートニーと確執のあったジョン・レノンは、この曲について「歌詞が幼過ぎる」と批判する一方、「歓迎すべきだ」との肯定的コメントも残している。
ヘンリー・マカロック加入後、最初にレコーディングされた曲でもある。オリジナル・アルバムには収録されなかったが、「ポール・マッカートニー・コレクションシリーズ」のCD『ワイルド・ライフ』に、ボーナス・トラックとして収録された。
「血の日曜日事件」当事国のイギリスでは、BBCをはじめ、多くのメディアで放送禁止処分を受けた。チャートはイギリスで16位 、アメリカで21位、当然ながらアイルランドでは1位。他に日本（洋楽チャート）、スペインで1位を記録している。

## 収録曲
| 全作詞・作曲: ポール・マッカートニー、リンダ・マッカートニー。 | |                                                  |                                                  |      |
| #                                                              | タイトル                                                                                                 | 作詞                                             | 作曲・編曲                                       | 時間 |
| 1.                                                             | 「アイルランドに平和を」(Give Ireland Back To The Irish)                                                 | ポール・マッカートニー 、 リンダ・マッカートニー | ポール・マッカートニー 、 リンダ・マッカートニー | 3:42 |
| 2.                                                             | 「アイルランドに平和を（ヴァージョン）」(Give Ireland Back To The Irish (version) ※インストゥルメンタル) | ポール・マッカートニー 、 リンダ・マッカートニー | ポール・マッカートニー 、 リンダ・マッカートニー | 3:42 |
| 合計時間:                                                      | 合計時間:                                                                                                | 7:24                                             |                                                  |      |

## 演奏者
- ポール・マッカートニー - ボーカル、ベースギター、エレキ・ギター
- リンダ・マッカートニー - バッキング・ボーカル、キーボード
- デニー・レイン - バッキング・ボーカル、エレキ・ギター
- ヘンリー・マカロック - エレキ・ギター
- デニー・シーウェル - ドラムス